# Marcelo Trindade
Marcelo Trindade (Rio de Janeiro, 1964) é um advogado brasileiro. Trabalha como advogado desde 1986 e como professor de Direito Civil na Pontifícia Universidade Católica do Rio de Janeiro (PUC-RJ) desde 1993. Foi diretor da Comissão de Valores Mobiliários entre 7 de junho de 2004 e 18 de julho de 2007. Também foi presidente do Council of Securities Regulators of the Americas (COSRA) entre 2004 e 2005 e vice-presidente do Conselho de Administração da BM&FBovespa entre 2009 e 2015. Em 2018, Trindade foi candidato ao governo do estado do Rio de Janeiro pelo Partido Novo (NOVO), obtendo apenas 1,14% dos votos válidos.
Em 2019, Trindade foi um dos organizadores do livro 130 Anos: em Busca da República (Intrínseca), ao lado de Edmar Bacha, José Murilo de Carvalho, Joaquim Falcão, Simon Schwartzman e Pedro Malan. O livro reuniu artigos de economistas, cientistas políticos, historiadores e juristas discutindo os principais fatos de cada década desde a proclamação da República em 1889. No ano seguinte, lançou o livro O Caminho do Centro: Memórias de uma Aventura Eleitoral (selo História Real, da Intrínseca), sobre sua fracassada experiência como candidato a governador.
Em 2020, Trindade ganhou o Prêmio Jabuti na categoria "Ciências Sociais" por 130 Anos: em Busca da República.